# Truncilla cognata
Truncilla cognata är en musselart som först beskrevs av I. Lea 1860.  Truncilla cognata ingår i släktet Truncilla och familjen målarmusslor. Inga underarter finns listade i Catalogue of Life.